# Stammstrecke (Bécs)
A Stammstrecke a bécsi S-Bahn központi fővonala és Ausztria legforgalmasabb vasútvonala. A 13 kilométer hosszú, normál nyomtávú, villamosított és kétvágányú vonal tizenegy állomást szolgál ki, és Bécs szövetségi fővárosát szeli át az északkeleti Wien Floridsdorf állomástól a délnyugati Wien Meidling állomásig.
A Floridsdorftól Bécs Praterstern állomásig tartó szakasz az Nordbahn vonalán halad. Ezután a vonal a Bécsi összekötő vasútvonalon folytatódik Wien Mitte állomáson (korábban Hauptzollamt) és Bécs főpályaudvarán keresztül Wien Meidlingig, ahol Wien Matzleinsdorfer Platz állomáson csatlakozik a Südbahnhoz. A nyugati meghosszabbítás a Bécs Penzing-Bécs Meidling vasútvonal, amelyet általában Bécsi összekötő vasútnak is neveznek.
Ezen a vonalon naponta közel 700 vonat közlekedik. Munkanaponként közel 250 000 utazóval ez a legforgalmasabb helyi közlekedési útvonal Ausztriában.

## Forgalom
A fővonalat szinte kizárólag regionális- és S-Bahn vonatok használják. Ezen a vonalon naponta mintegy 640 vonat 270 000 utast szállít. A fővonalon a regionális vonatokkal együtt három és 15 perc között, 4:00 és 1:30 óra közötti üzemidővel, 2019. december 15. óta pedig szombat, vasárnap és ünnepnapok előtti éjszakákon 30 percenként közlekednek a vonatok. Az ÖBB menetrendi dokumentumaiban (korábban menetrendkönyv) a fővonal a 900-as menetrendi szám alatt található. A jelzőrendszer szempontjából legfeljebb hárompercenként közlekedhet egy vonat, kivéve Wien Mitte és Rennweg között, ahol két és fél percenként. Jelenleg 30 percenként kilencperces szünet van, hogy késések esetén az üzem vissza tudjon állni a normális kerékvágásba.
A délről érkező járatok útvonalai Floridsdorfban végződnek, vagy tovább közlekednek onnan. Az északról érkező vonatok többnyire Meidlingig és azon túl közlekednek, a repülőtérre tartó vonatok (S7) a Rennweg állomás után hagyják el a fővonalat, és néhány vonal Praterstern és Wien Mitte állomásokon végződik. A Wien Mitte és Rennweg közötti szakaszon a City Airport Train is közlekedik, míg a Matzleinsdorfer Platz és Meidling közötti szakaszon az S80-as járat is közlekedik.
A fővonalon közlekedő vonalak egyjegyű vonalszámmal rendelkeznek. A fővonalon jelenleg az S1, S2, S3 és S4 járatok közlekednek Meidling és Floridsdorf között. Rennweg és Floridsdorf között az S7-es repülőtéri vonalon közlekedő járatok is közlekednek.

## Kitekintés
A vonalat 2023 ősze és 2027 vége között korszerűsítik. A központi elem az ETCS Level 2 bevezetése lesz, amely 2,5 perces vonatkövetést tesz lehetővé. Emellett a peronokat meghosszabbítják, a szerkezeteket és a tartószerkezeteket felújítják, valamint új vágányokat, felsővezetékeket, állomásokat és tolatási létesítményeket építenek. A fő építési munkálatok miatt a Praterstern és a főpályaudvar közötti szakaszt 14 hónapra, 2026 szeptemberétől 2027 októberéig lezárják. 2023. október 23-án tartották az alapkőletételi ünnepséget.